# Sionism

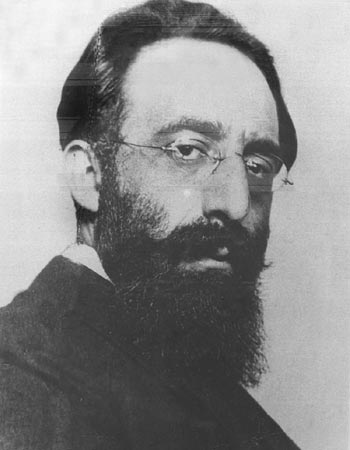
Nathan Birnbaum.

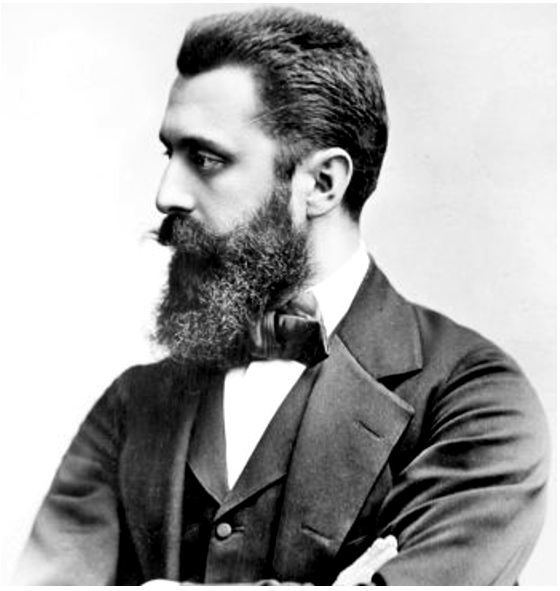
Dr. Theodor Herzl

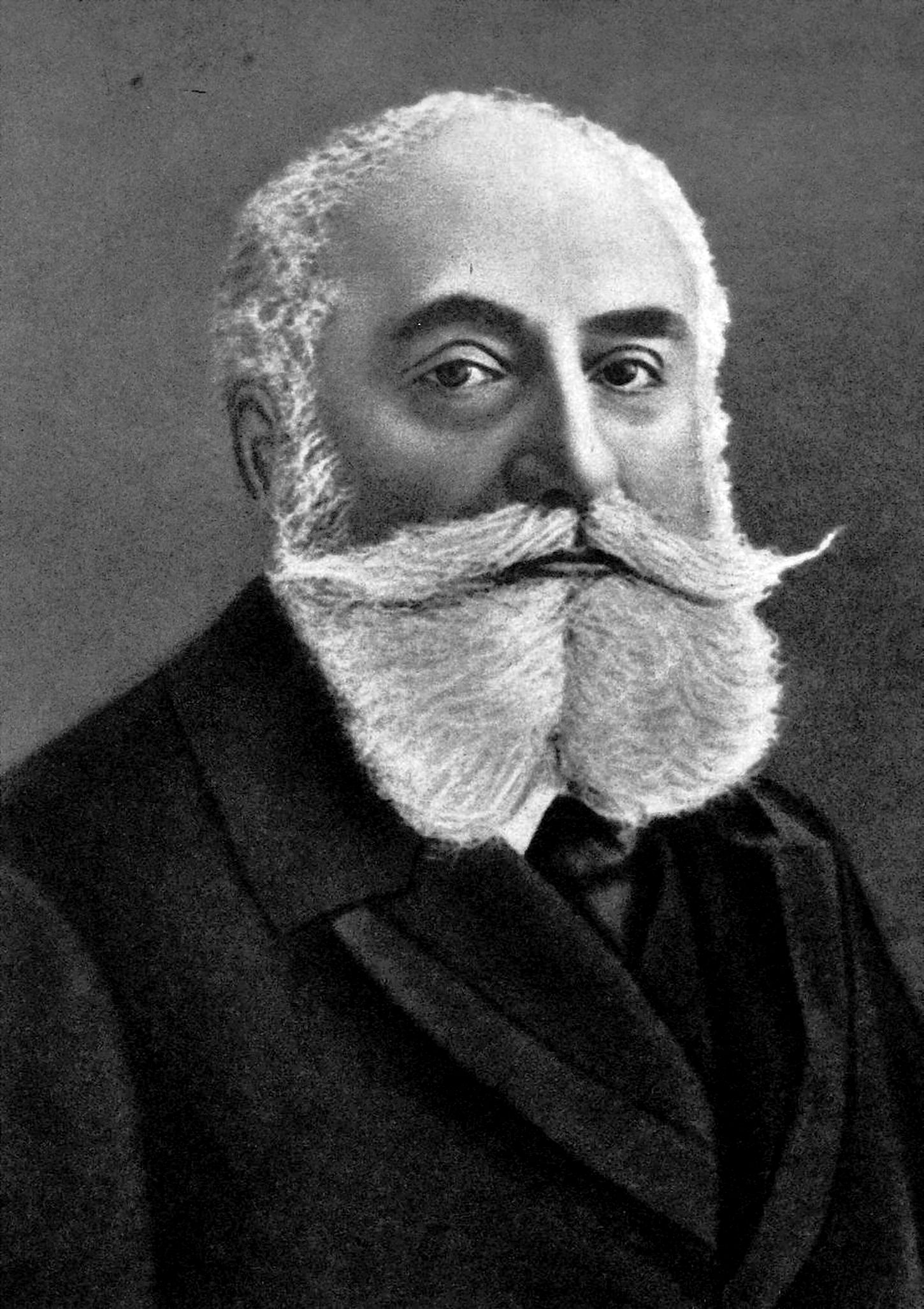
Dr. Max Nordau, 1849-1923,
Cofondator al Organizației Sioniste Mondiale.

Sionismul - de la Muntele Sion (Țion), nucleul așezării davidice în Ierusalim - este mișcarea de emancipare națională a evreilor cu scopul readunării lor din împrăștiere (în ebraică galut) și revenirii în țara strămoșească, în Țara Israel (în ebraică Ereț Israel), pentru restabilirea unei vieți evreiești independente și, în continuare, recrearea și consolidarea unui stat evreiesc.
Folosit pentru prima oară de Nathan Birnbaum (1864–1937), în 1890 pentru mișcarea pre-sionistă Hovevei Țion, termenul sionism a fost adoptat de dr. Theodor Herzl la Primul Congres Sionist, ținut în 1897 la Basel, în Elveția.

## Terminologie
Cuvântul sionism provine de la numele propriu ebraic Tzion (ציון), transliterat și Sion. Acesta este unul din numele sub care e menționat în Biblie orașul Ierusalim după una din colinele pe care este clădit - Muntele Sion.
Numele sionism a fost folosit prima dată în 1890 de austriacul Nathan Birnbaum, de profesie editor, cel care a fondat prima mișcare studențească naționalistă evreiască, Kadimah. (În cele din urmă Birnbaum avea să se întoarcă împotriva sionismului, devenind secretar general al mișcării haredite anti-sioniste Agudat Israel)
De la fondarea Statului Israel, termenul „sionist” are și conotația de susținător al Israelului ca stat național evreiesc. În cadrul sionismului, ca și în cadrul poporului evreu, co-există diverse curente politice, uneori contradictorii, care toate susțin tânărul stat Israel și care sunt grupate sub numele de sionism, de exemplu sionismul religios, sionismul revizionist, sau sionismul muncitoresc. Astfel termenul se mai folosește și pentru programe specifice ale acestor ideologii, cum ar fi încurajarea emigrării și a integrării evreilor în Israel (vezi și aliyah).
Termenul „sionist” este folosit și în mod peiorativ în atacuri la adresa evreilor și a Israelului. Apologeții antisemitismului, din dreapta și din stânga hărții politice, folosesc deseori, mai ales după Holocaust, cuvântul „sionist” în locul celui de „evreu”, pentru a nu fi acuzați de antisemitism. O tradiție în acest sens s-a creat încă în cercurile comuniste staliniste și troțkiste, în cele anarhiste, precum și în propaganda antisemită promovată de grupări conducătoare și intelectuale din lumea arabă și musulmană și de simpatizanții acestora, pătrunzând și în narativul de neo-emancipare islamică față de expansionismul modernist reprezentat de „Diavolul cel Mare”, adică SUA și „Diavolul cel Mic”, adică Israelul.
Drept critică la adresa antisemitismului camuflat ca antisionism se poate argumenta că de fapt dușmănia gratuită față de țara unui popor nu poate fi separată de dușmănia gratuită față de acel popor. Această observație nu delegitimează însă critica obiectivă, chiar aspră, de pe poziții echilibrate, față de politica, acțiunile și chiar declarațiile liderilor unei țări.

#### Sionism șiteritorialism
Sionismul nu se confundă cu teritorialismul, o altă mișcare naționalistă evreiască, astăzi de domeniul istoriei, ce-și propunea crearea unei patrii a evreilor, dar nu neapărat în Palestina.
Printre inițiativele falimentare de colonizare evreiască pot fi menționate:
- Inițiativa baronului Hirsch de colonizare pe teritorii sub-populate în Argentina. Au fost câteva mii de familii evreiești care s-au stabilit în Argentina ca urmare a acestui program.
- Programul Madagascar - inițiativa avortonă nazistă de a transfera evreii Europei în insula Madagascar, ca un fel de alternativă umană la Soluția finală (exterminarea evreilor din Europa).

## Context istoric
Dorința evreilor de a se reîntoarce în țara strămoșească a rămas o temă universală în tradiția evreiască de la Marea Revoltă a Evreilor (66-70 - e.n.), distrugerea Ierusalimului de către romani în anul 70, revolta lui Bar Kohba din 135, și începutul diasporei consecutive a evreilor.  Cele trei revolte eșuate tragic precum și alte inițiative cu rezultat similar, au slăbit încrederea evreilor că visul lor se va împlini ca urmare a unei acțiuni umane, speranțele lor punându-se din ce în ce mai mult în Providență.
Evreii au continuat să locuiască în Palestina și după revolta lui Bar-Kohba; comunități evreiești au existat acolo neîntrerupt în ultimele două milenii. Talmudul de la Ierusalim este un exemplu al continuității culturii evreiești în Palestina. Declinul evreilor palestinieni a fost treptat și s-a întins de-a lungul mai multor secole, sub influența dominației bizantine, a cuceririlor arabilor (anii 600), cruciaților (sec. XI), și a ineficientei administrații a Imperiului Otoman (sec. XV - XX). Spre sfârșitul acestei epoci, fertilitatea pământurilor în Palestina scăzuse dramatic, iar economia țării înapoiată.
În ciuda acestui declin, au existat mai multe mișcări proto-sioniste, ce au avut ca rezultat revitalizarea anumitor comunități evreiești, cum ar fi cea din Safed. Populația acesteia se compunea din evrei care au fugit de persecuțiile din partea regatelor catolice, ce au urmat Reconquistei Peninsulei Iberice. În acea perioadă, de exemplu, în Portugalia, din ordinul regelui Manuel I, evreii au fost forțați fie să se convertească la creștinism, fie să plece. În urma acestei politici au apărut evreii „marrano” (conversos).

#### Aliyah
Aliyah, imigrarea în Israel, a fost considerată dintotdeauna ca o faptă lăudabilă printre evrei, fiind prevăzută și în cele 613 porunci (mițvot). Aparent, conform scrierilor sale, și Maimonides considera reîntoarcerea în Israel ca pe o chestiune de importanță extremă pentru evrei. Începând din Evul Mediu, mai mulți evrei celebri, împreună cu discipolii lor, au emigrat în Țara Israel, printre ei Nahmanides, Iehiel din Paris cu mai mulți studenți ai săi, Iosef Karo, Menahem Mendel din Vitebsk cu 300 de discipoli, precum și peste 500 de perushim (discipoli) ai rabinului Elia ben Solomon Zalman din Vilnius.

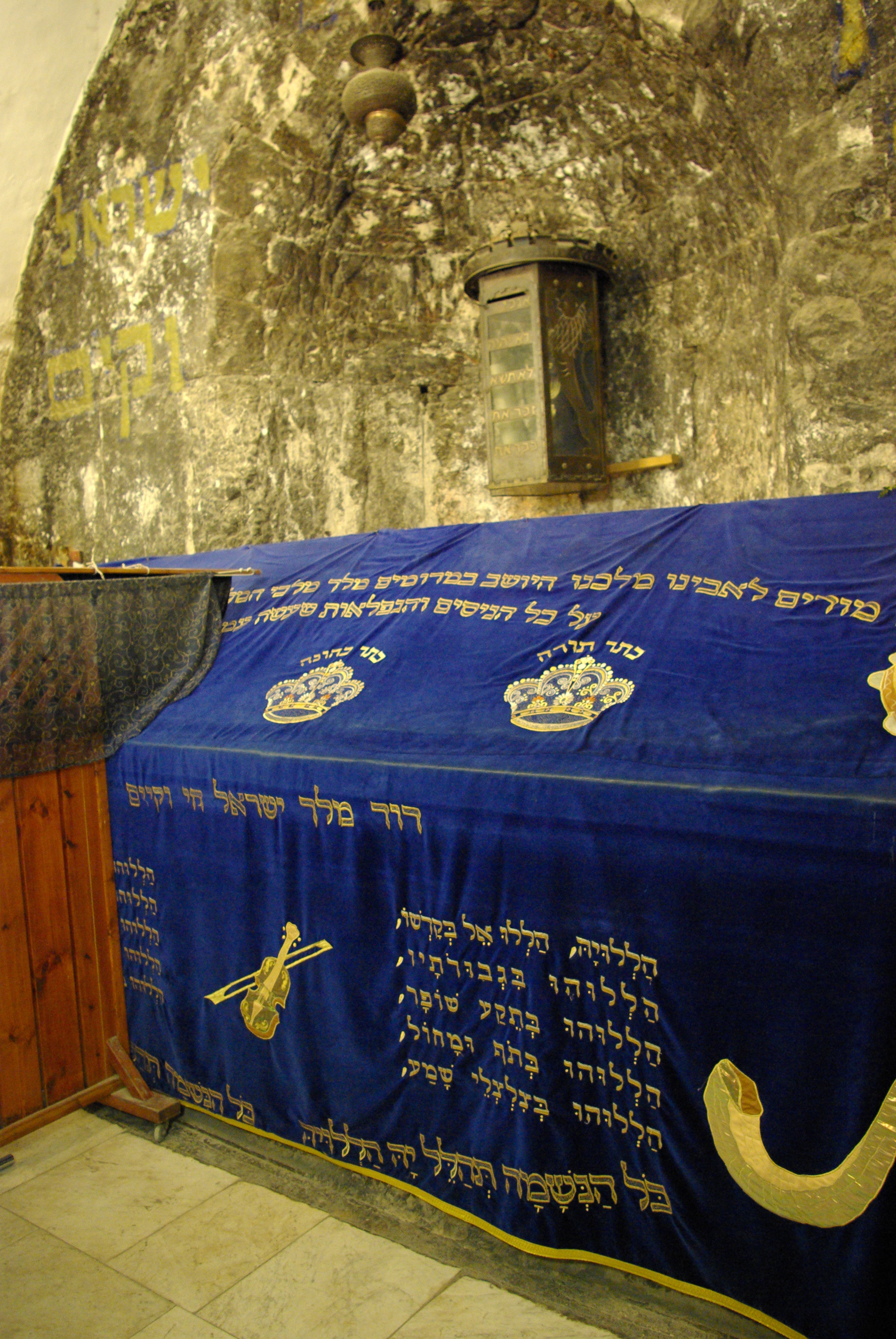
Mormântul regelui David (interior) pe Muntele Sion, Ierusalim.

Dorința de repatriere izvorăște din străvechea tradiție evreiască: atât în cele trei rugăciuni zilnice cât și de sărbători evreii, se roagă pentru revenirea în Țara Sfântă, în care și-au cristalizat în antichitate existența statală și specificul cultural-religios, își urează să sărbătorească Paștele viitor în Ierusalimul reclădit, iar la nunți mirele sparge un pahar reînnoind jurământul de 2.500 de ani al străbunilor trimiși în robie de urgia babiloniană :
Dacă te voi uita, Ierusalime, să-și uite dreapta mea destoinicia ei!
Să mi se lipească limba de cerul gurii,
dacă nu-mi voi aduce aminte de tine, dacă nu voi face din Ierusalim culmea bucuriei mele! (Psalmul 137, 5-6)
ebraică אִם אֶשְׁכָּחֵךְ יְרוּשָׁלָם תִּשְׁכַּח יְמִינִי
תִּדְבַּק לְשׁוֹנִי לְחִכִּי אִם לֹא אֶזְכְּרֵכִי
Spontan și neorganizat, evrei singuri, sau familii, plecau spre Țara Israelului, în pofida condițiilor grele de viață din patria săracă și nedezvoltată și a ostilității autorităților.
Au fost și încercări organizate de revenire în Țara Promisă, care s-au soldat cu tragedii și dezamăgiri:
- În anul 1648, marea schismă a falsului Mesia Sabbataï Tsevi, sau Șabtai Țvi A.
- Schisma lui Jacob Frank, (1726-1791)B.

## Sionismul modern (herzelian)

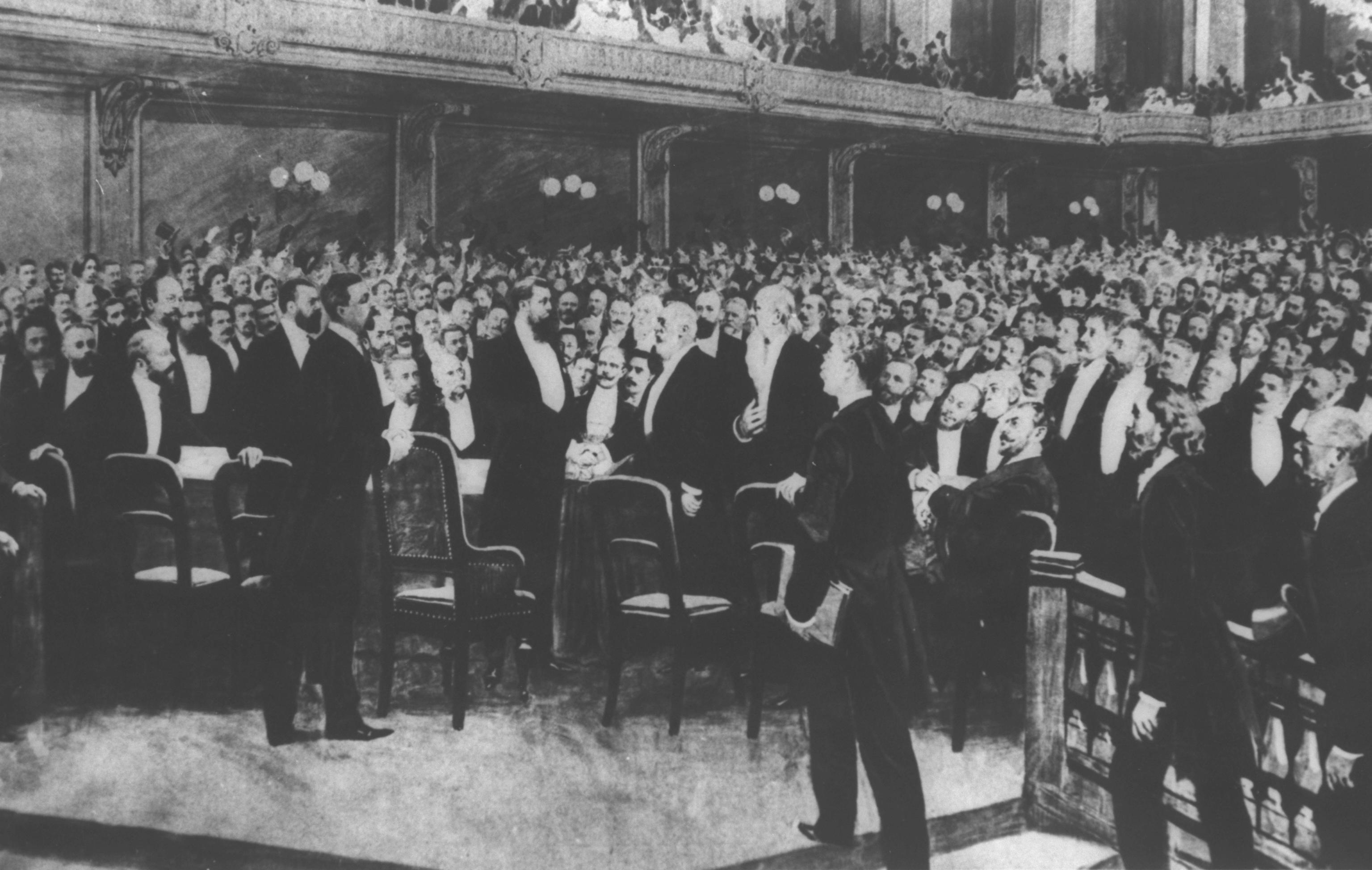
Delegați la Primul Congres Sionist în 1897 la Basel, Elveția.

Termenul sionism a fost folosit pentru prima oară de Nathan Birnbaum (1864–1937, jurnalist evreu-austriac - la Primul congres sionist din 1897 a fost ales secretar general al Organizației sioniste mondiale) în 1890 pentru mișcarea pre-sionistă Hovevey Tzion și adoptat apoi de dr. Theodor Herzl la Primul Congres Sionist, ținut în 1897 la Basel. Acest congres avea ca obiectiv soluționarea  problemei evreiești, prin crearea (reînființarea) statului evreiesc în Palestina, 
ca un unic răspuns rezonabil față de amplificarea anti-semitismului central-european și francez.
Augmentarea naționalismului european, formarea statelor naționale independente în locul imperiilor care cuprindeau mai multe naționalități, au declanșat și naționalismul evreiesc laic.  Populația evreiască n-a reacționat uniform, printre evrei existând mai multe curente:
- curentul asimilaților, care se înstrăinaseră de iudaism (spre exemplu Franz Kafka, Solomon Maimon și chiar Theodor Herzl);
- curentul convertiților fie, de voie (spre exemplu Heinrich Heine, Abraham Mendelssohn) fie, de nevoie, pentru a putea obține o funcție oficială (Gustav Mahler, Heimann Hariton Tiktin)
- curentul cosmopolit (de ex. Rosa Luxemburg, Eduard Bernstein).

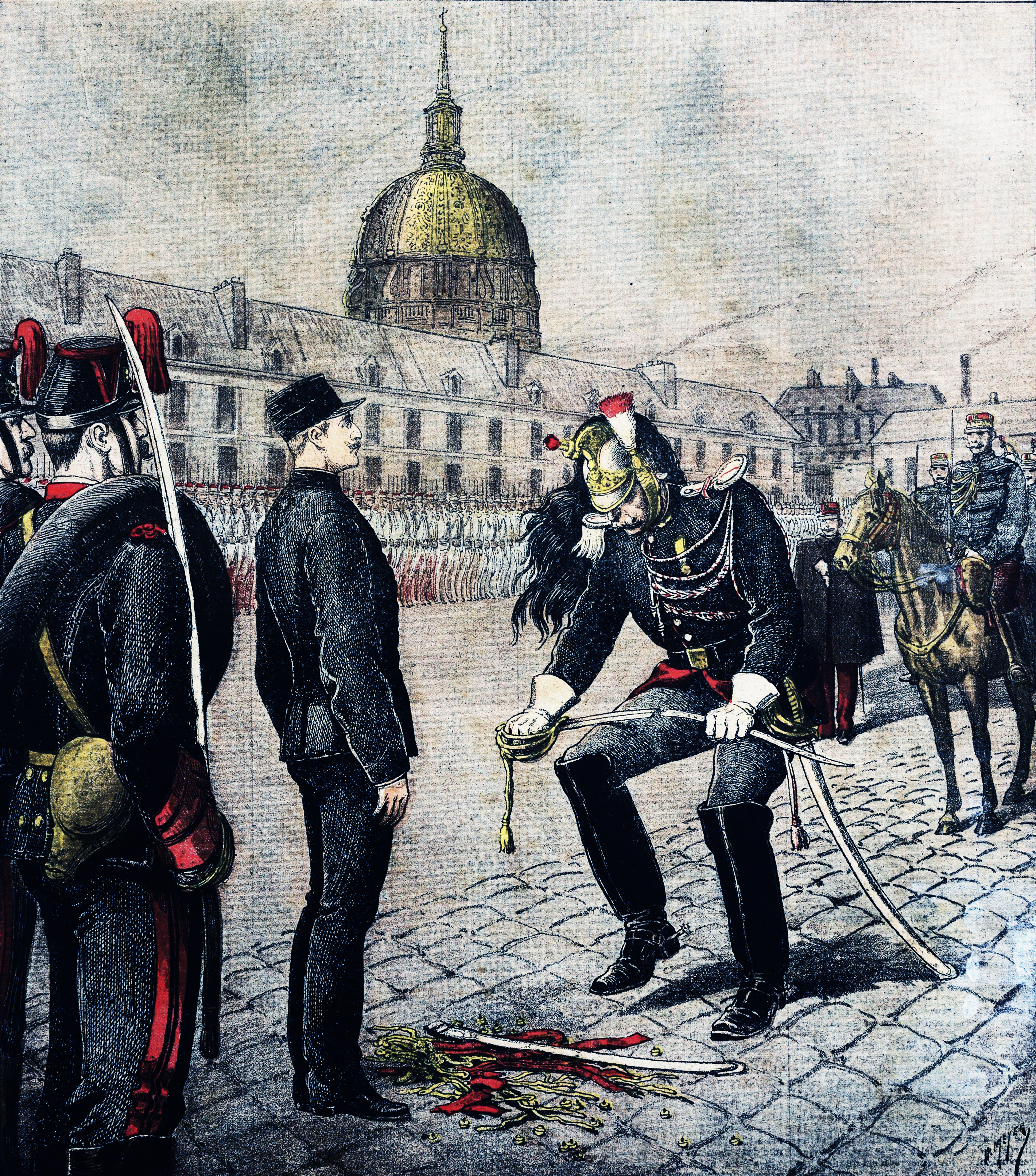
Afacerea Dreyfus - degradarea căpitanului Dreyfus, 5 ianuarie 1895.

### Primul congres sionist
Venit la Paris ca reporter al ziarului „Neue Freie Presse”, dr. Theodor Herzl, provenit dintr-o familie asimilată de evrei unguri, a fost profund impresionat de tenebroasa Afacere Dreyfus
 și de valul de antisemitism statal, al armatei, al protipendadei politice, al mediei și al populației franceze care a provocat și a susținut această atmosferă. Herzl a ajuns la concluzia că emanciparea, libertatea politică și asigurarea drepturilor cetățenești ale evreilor sunt posibile exclusiv prin reunirea dezideratelor politice, laice și religioase într-un cadru statal independent. În consecință, și ca o continuare a mișcării pre-sioniste Hovevey Tzion (rabinul dr. Țvi Hirș Kalișer, Iehuda Hai Alkalai, Moses Hess ș.a. Katowice, 1881) dr. Theodor Herzl a început o activitate febrilă de a pune premizele unui stat evreiesc. La Primul Congres Sionist, ținut în 1897 la Basel el a lansat sintagma „sionism” ca denumire a mișcării pentru realizarea acestui ideal.
La începutul secolului XX provincia otomană Palestina, zona cuprinsă între marea Mediterană la vest, râul Iordan la est, podișul Golan la nord și pustiul Sinai la sud cuprindea o populație de puțin peste 400.000 de locuitori: circa 300.000 arabi, 80-90.000 evrei, 10-15.000 druzi și cerchezi, 17.000 creștini (nearabi) și 10-20.000 personal administrativ și militar otoman (majoritatea turci). În cadrul acestui amestec de populații existau relații de colaborare și bună vecinătate, dar și animozități cu unele izbucniri violente. Antropologic, unitatea socială și de autoritate arabă era familia (în arabă hamula) care cuprindea între sute și mii de membri - mărimea hamulei determina și poziția ei în stratificarea socială. Interesele hamulei erau strict locale-regionale.
Tentativele lui Herzl pe lângă Înalta Poartă (a sultanului) de a crea un stat evreiesc autonom în Palestina nu au dat rezultatele scontate. Cu toate că la apariția mișcării sioniste, Palestina era o provincie otomană sub-dezvoltată și sub-populată, cu o populație de mai puțin de jumătate milion de locuitori, planurile sioniste erau incompatibile cu interesele pan-islamiste și politica tradițională a Imperiului Otoman de a nu încuraja tendințele de emancipare națională ale grupărilor etnice pe care le cuprindea.
Soluția a fost oferită cu generozitate de Marea Britanie pentru care colaborarea cu evreii, atât cei din Marea Britanie (vezi activitatea științifică de valoare strategică a prof. Haim Weizmann) cât și a locuitorilor din Palestina  - rețeaua de spionaj pro-britanic NILI, condusă de agronomul de origine română dr. Aaron Aaronsohn (n. 1876 Bacău, România, - d. 1919, părinții săi au fost printre evreii-români întemeietorii localității Zichron Yaakov), Legiunea evreiascăC, (în engleză The Jewish Legion și în  ebraică Hagdud Haivri) care a luptat contra turcilor în Campania Gallipoli (1915), etc.) se încadra în planurile sale colonialiste în care fiecare ajutor era salutar în cadrul războiului care se pregătea.
În cadrul mișcării de renaștere națională au colaborat și rivalizat evrei cu orientări politice diferite: naționaliști romantici, liberali și socialiști clasici, evrei religioși cu evrei laici, bigoți cu atei.

Samuel Pineles, președintele Congresului sionist de la Focșani, 1881.

### Sioniști neevrei
Mulți ne-evrei, indivizi, grupări, congregații, din motive religioase, romantice, dintr-un spirit de dreptate istorică, din compasiune față de împilarea și suferințele evreilor și chiar din interese politice au sprijinit revenirea evreilor în Țara Promisă: 
- dorul nestins al evreilor de patria pierdută, ca un exemplu mimetic de exprimare a propriei opresiuni, de la opera „Nabucodonosor" a lui Verdi la „negro spirituals” inspirate din Psalmi și preluate de trubadurii moderni protestatari, ca Peet Seeger, Joan Baez ș.a. ("We Shall Overcome") „...pe malurile Babilonului ne-am așezat și am plâns amintindu-ne de Sion...”;
- congregația japoneză Makoya;
- grupări și personalități chineze (Sun Iat-sen)
- comunități creștine: evangheliste, adventiste, etc.
- politicieni, ca lordul Balfour, autorul „Declarației Balfour" prin care Marea Britanie se obliga să creeze „un cămin național” poporului evreu în Palestina, Președintele Harry Truman [9] ș.a.

## Antisionismul

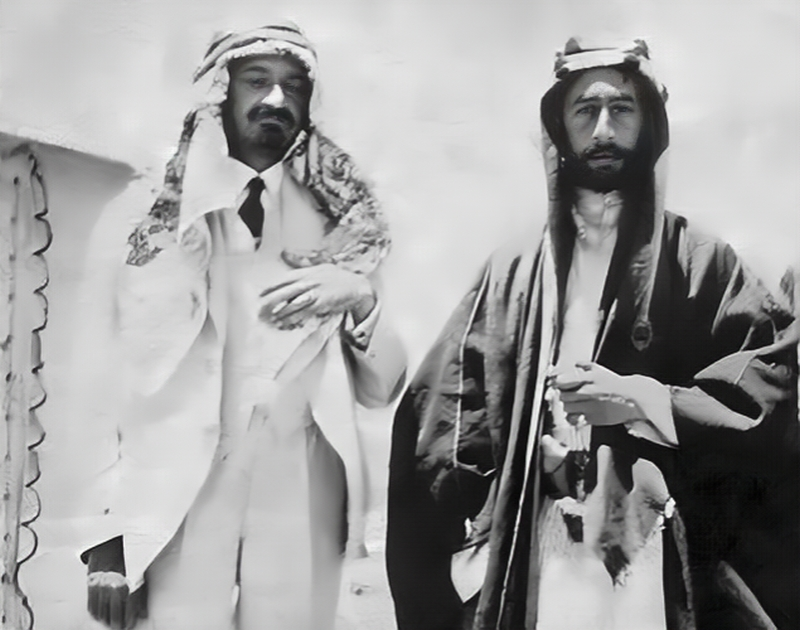
Haim Weizmann (st.) și emirul Feisal I-ul al Irakului
Acordul Feisal-Weizmann (1919)

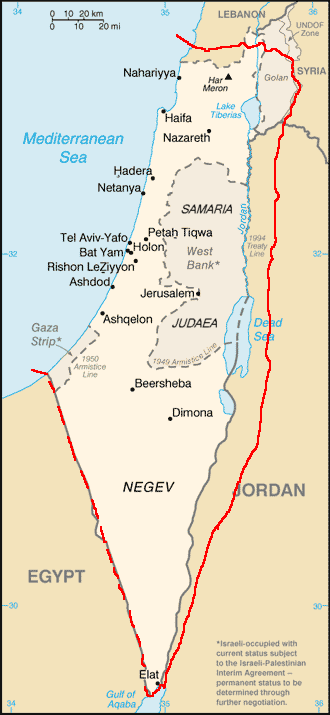
Harta statului evreu (conturul roşu), conform AcorduluiFeisal-Weizmann (1919) și prezentată la Conferința de pace de la Paris (1919). Linia neagră cuprinde granițele actuale ale Israelului, inclusiv Autoritatea Națională Palestiniană

Sionismul politic-herzelian a fost combătut prin vorbe și fapte de persoane, grupări și state care s-au aflat în contradicție cu această mișcare de renaștere națională. Între cei mai radicali critici religioși ai sionismului s-a numărat rabinii Joel Teitelbaum (1887-1979) și Moshe Teitelbaum (1914-2006), reprezentanți ai dinastiei hasidice Satmar. Conform învățăturii acestei școli, evreii nu au voie să intre cu forța în Țara Sfântă și nu au voie să se pună în serviciu militar. Joel Teitelbaum a refuzat invitația de a se ruga la Zidul Plângerii, din cauză că Ierusalimul era ocupat de armata israeliană. Conform antisioniștilor religioși, violența și păcatele lumii nu fac decât să întârzie realizarea planului lui Dumnezeu și venirea lui Mesia.

### Începutulconflictului arabo-israelian

#### Interesele coloniale britanice
După cucerirea Orientului Mijlociu de la turci, caldele relații de simpatie, promisiunile prim-ministrului britanic, lordului Balfour de acordare de drepturi politice și de a crea „un cămin național evreiesc în Palestina” - prin Declarația Balfour (1917), remenționate în documentele Conferinței de la San Remo (1920) care au dus la obținerea de către Marea Britanie a mandatului conferit de Liga Națiunilor (1922), în urma obligațiilor britanice de a crea "a national home for the Jewish people" în PalestinaD - au început să se răcească. Hotărârea evreilor de a-și crea un stat independent și fără dădăcire britanică și incoruptibilitatea personalităților cheie din conducerea sionistă și a „ișuvului” (evreii din Palestina) i-au făcut pe britanici să mizeze pe cartea arabă, mai ușor de controlat. Establishment-ul britanic s-a dezis lesne de promisiunile de ordin tactic, pe altarul strategiei colonialiste britanice, revenind la vechea sa metodă, dezbină-i ca să-i poți domina (în latină divide et impera, inițiind și sprijinind grupări insurecționale arabe cu scopul de a îndrepta tendințele de emancipare națională arabe contra mișcării sioniste și de a-i elimina pe evreii din Palestina (vezi masacrele antievreiești din Jaffa, Hebron, etc.). În anii 1920, din inspirația și cu sprijinul britanic, prin amplificarea și canalizarea ideologiei panarabiste și a unor frecușuri etnice preexistente s-a declanșat Conflictul arabo-israelian.

#### „Cărțile albe” britanice
În 1920, Churchill a publicat un articol programatic explicativ (care a succedat declarației Balfour), că evreii s-au divizat în comuniști și sioniști.
„Declarația Balfour” devenise un impediment politic care submina interesele coloniale britanice în țările arabe și a fost - practic - anulată de britanici prin cele trei „Cărți albe”, documente care interziceau libera emigrare a evreilor în Palestina, permițând intrarea unui număr limitat de evrei, pe baza unor autorizații speciale și personale.
I. Cartea albă a lui Churchill (în engleză The Churchill White Paper, sau The British White Paper of 1922) din 3 iunie 1922 a fost primul pas în această direcție. Declarația lui Winston Churchill, ministrului britanic al coloniilor, către Parlament clarifica cum vede Marea Britanie „Declarația Balfour din 1917”, în lumina faptului că „promisiunea de creare a unui cămin național pentru poporul evreu în Palestina a devenit controversată". 

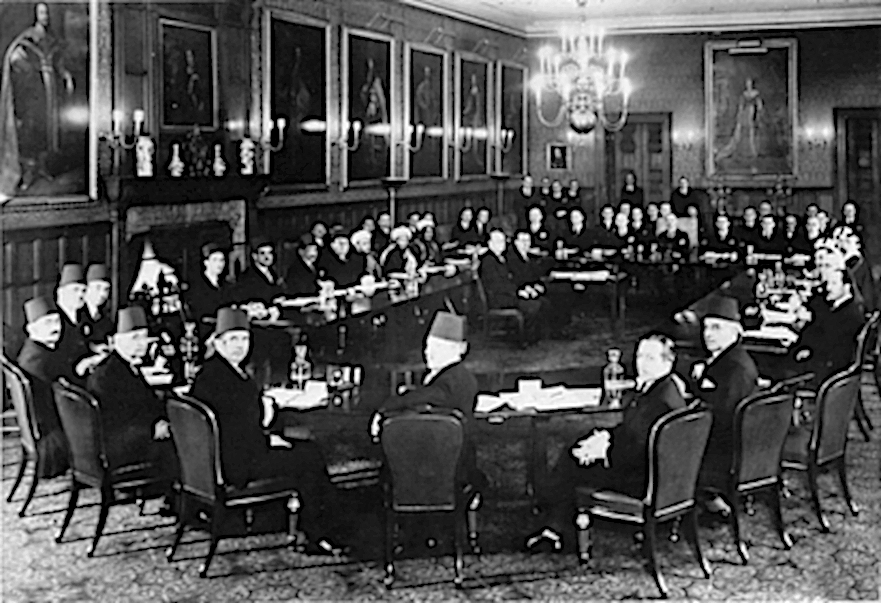
Conferința de la Londra din februarie 1939, la palatul St. James Delegația arabă palestiniană (dela st. la dr.) Fuad Saba, Iakub Al-Ghussein, Musa Al-Alami, Amin Tamimi, Jamal Al-Husseini, Auni Abdul Hadi, George Antonious și Alfred Roch. În fața lor, Sir Neville Chamberlain, Lord Halifax și Malcolm MacDonald

II. Cartea albă a lordului Passfield (Sidney Webb, Lord Passfield, secretarul de stat britanic al coloniilor) din 1 octombrie 1930, (în engleză Passfield White Paper) a fost un document care venea să clarifice interesele britanice pro-arabe din Palestina mandatară, să preia ca bază „Corespondența McMahon–Hussein" din 14 iulie 1915-30 ianuarie 1916 (în engleză The McMahon–Hussein Correspondence), dintre Hussein bin Ali, Șeriful din Meca și Sir Henry McMahon, Înaltul comisar britanic în Egipt privind promisiunile arabe de a se răscula de partea britanicilor și contra Imperiului Otoman - răscoală care nu a avut loc - și modul de împărțire a teritoriilor care vor fi cucerite și rezultatul anchetei comisiei britanice Hope-Simpson (1929), abandonând Declarația Balfour, stipulările  Ligii Națiunilor din mandatul acordat și chiar Foaia Albă a lui Churchill. Documentul era un manifest anti-sionist care limita drastic libertățile evreilor în Palestina, accesul la Zidul Plângerii, Histadrutul (Uniunea sindicatelor evreiești) și libera emigrare a evreilor spre Palestina. Crearea unui „cămin național evreiesc în Palestina” devenea „o opțiune de luat în considerație”, dar nu mai constituia misiunea centrală a mandatului britanic..
Față de protestele organizațiilor sioniste la Liga Națiunilor, Ramsay MacDonald a formulat o declarație de "moderare", o clarificare a acestei Cărți albe, atât în fața Parlamentului, cât și într-o scrisoare către Haim Weizmann (1931).
III. Cartea albă a lui MacDonald (în engleză The White Paper of 1939, sau MacDonald White Paper), elaborată de Malcolm MacDonald, „Secretarul de stat al coloniilor" și inspirată de prim-ministrul britanic Neville Chamberlain, publicată la 9 noiembrie 1938 și aprobată de Parlament în mai 1939, după declanșarea holocaustului, interzicea printr-un embargo draconic emigrarea evreilor spre Palestina mandatară. Acest embargo permitea o cotă de 10.000 de emigranți pe an pe o perioadă de 5 ani (între 1940-1944) plus o cotă extraordinară și neexpandabilă de 25.000 de „refugiați de urgență”. Documentul mai prevedea „reglementarea” (interzicerea) cumpărării-vânzării de pământ între arabi și evrei.
Aceste documente au determinat „ișuv-ul” (colectivitatea evreiască organizată din Palestina mandatară) să declanșeze „Alia-Bet”, organizația de emigrare ilegală și o serie de activități contrare politicii oficialităților mandatare, care, alături de acțiunile populației arabe, au dus la lichidarea mandatului britanic, la returnarea sa Organizației Națiunilor Unite și la retragerea oficialităților și trupelor britanice din Palestina.
În ultima perioadă a mandatului britanic în Palestina, trupele și administrația britanică, devenite ostile imigrației evreilor, în ciuda Holocaustului din Europa, a prigoanei ce l-a precedat și a consecințelor sale,  au avut  de suferit de pe urma unor acțiuni de represalii ale mișcărilor subterane evreiești palestiniene Irgun, Stern și Haganah  
Între anii 1918 și 1948, populația evreiască din Palestina a crescut de la 83.000 de cetățeni, la 650.000, creștere rezultată din înmulțirea naturală și, mai ales, din emigrarea ilegală (așa numita „Alia Bet”) a evreilor din toată lumea., în pofida blocadei impuse de britanici prin Foile albe în vremurile cele mai critice pentru evreii din Europa, pe care-i așteptau ghetourile, lagărele și crematoriile, iar lumea liberă le închisese calea de scăpare. (vasele cu emigranți evrei din România, „Struma” și „Mefcure”, după ce li s-a interzis acostarea în Palestina, au fost torpilate de submarine germane ajunse în zonă print-o ciudată coincidență).

### Regiunea Autonomă Evreiască

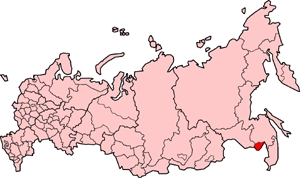
Regiunea Autonomă Evreiască în cadrul URSS

Regiunea Autonomă Evreiască (în rusă : Евре́йская автоно́мная о́бласть, idiș : ייִדישער אױטאָנאָמע געגנט –  Iidișer Oitonome Gegnt) este o  regiune autonomă – situată în Districtul Federal Orientul Îndepărtat, la granița cu Republica Populară Chineză,cu o suprafață de 36.000 km² (cam cât Moldova), dar o populație de numai 190.915 locuitori (în 2002), dintre care numai aproximativ 1,2% sunt evrei. Restul populației este format din ruși (aproximativ 90%) și ucraineni. Capitala regiunii este Birobidjan.
Regiunea administrativă a fost fondată în 1928, din ordinul lui Stalin, cu ajutorul Komzet-ului (rusă Комитет по земельному устройству еврейских трудящихся, КОМЗЕТ - Comitetul  pentru colonizarea în teritoriu a evreilor muncitori), ca un teritoriu național evreiesc. Această acțiune era în spiritul politicii naționalităților promovată de Stalin, în conformitate cu care fiecare grup național din Uniunea Sovietică trebuia să primească un teritoriu în care să-și dezvolte în mod  autonom cultura, în cadrul general socialist. De asemenea, această unitate teritorială ar fi trebuit să răspundă la două presupuse amenințări la adresa sovietelor: iudaismul, (care se opunea politicii oficiale ateiste), și sionismul, al cărui țel suprem era crearea uni stat evreiesc în Palestina. Ideea lui Stalin era să creeze un Sion sovietic, cu o cultură evreiască socialistă. Limba națională urma  să fie limba idiș - scrisă cu litere chirilice,  limba ebraică fiind interzisă - ideologia comunistă ateistă trebuind să înlocuiască valorile tradiționale iudaice.
Conform teoriei staliniste a rezolvării problemei naționale, un grup poate să fie o națiune doar dacă - în afară de o limbă comună, o cultură comună, o istorie=tradiție comună, aspirații comune de viitor - ocupă și un teritoriu comun și, cum nu exista un teritoriu evreiesc, evreii nu erau considerați o națiune și nu aveau drepturi naționale. Pentru comuniștii sovietici evrei rezolvarea acestei dileme ideologice era crearea unei regiuni autonome, considerând că un Cămin național evreiesc sovietic va fi o alternativă ideologică la sionism, care considerau că problema evreiască putea fi rezolvată numai prin crearea unui teritoriu evreiesc în „Țara Promisă”, Palestina. Birobidjanul devenea astfel un argument propagandistic împotriva sionismului, o ideologie care rivaliza cu marxismului printre evreii de stânga. Propaganda sovietică a izbutit să atragă mai multe mii de evrei veniți în Birobidjan din afara Uniunii Sovietice, inclusiv câteva sute de deziluzionați de experiența sionistă din Palestina.
Posibil că antisemitismul l-a îndemnat pe Stalin să-și colonizeze evrei la capătul lumii, în îndepărtatul Birobidjan, într-un fel de ghetou, pentru a se debarasa de o populație jenantă, efervescentă, turbulentă, posibil de asemenea, că intențiile staliniste erau benefice, o încercare sinceră de a crea o regiune autonomă care să răspundă la aspirațiile naționale evreiești, trebuie să luăm în considerare și posibilitatea unei toane de moment a dictatorului, Stalin nu a avut prieteni, sau sfetnici adevărați și nu s-a destăinuit în scris, sau verbal, așa că adevărul a rămas ocult.
Primii coloniști evrei au sosit prin anii '30 ai secolului trecut, regiunea a fost promovată la statutul de regiune autonomă, iar campania propagandistică pentru convingerea unui număr cât mai mare de evrei să se mute în zonă a fost intensificată. Printre instrumentele propagandistice sovietice s-au aflat afișele, romane, ziarul idiș „Der Birobidzhaner Shtern” (Биробиджанер Штерн - ביראָבידזשאנער שטערן, „Steaua Birobidjanului"), o trupă de teatru, sau  filmul în idiș Căutătorii fericirii, care descria povestea unei familii evreiești americane, care fugise de criza economică, care lovise lumea capitalistă, pentru a-și construi o viață nouă în Biroboidjan, toate, conform cerințelor realismului socialist, proslăveau minunata viață socialistă din regiune. 

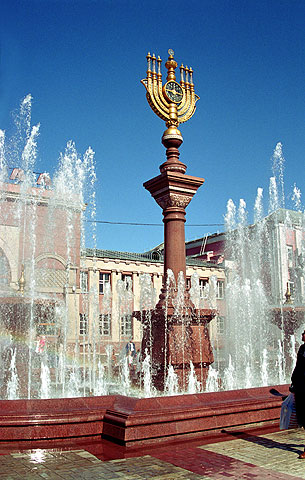
Birobidjan- Piața centrală, la începutul anilor 2000

Falimentarul experiment Birobidjan a fost stopat cu prima campanie stalinistă de epurări.Cosmopolit fără țară (în rusă : безродный космополит) a fost un eufemism sovietic folosit în timpul campaniei antisemite staliniste din perioada 1948–1953, care a culminat cu „demascarea complotului doctorilor evrei", o conspirație înscenată care ar fi urmat să elimine fizic conducerea Uniunii Sovietice prin otrăvire. Termenul și persecuțiile i-au vizat direct pe evrei, totuși, acest fapt nu a fost niciodată recunoscut oficial, pentru a evita acuzațiile de antisemitism de stat, ceea ce ar fi fost împotriva principiilor marxiste ale „Fraternității între popoare" și ale Internaționalismului proletar.
Liderii evreilor din URSS au fost arestați și executați, iar școlile evreiești au fost închise. Izbucnirea celui de-al doilea război mondial a pus capăt proiectului Nirobidjan.  Eforturile în această direcție au fost stopate cu deosebire, odată cu declanșarea celui de-al doilea val al epurărilor staliniste și a scandalului complotului doctorilor și cu fondarea statului modern Israel. Încă odată, conducătorii evrei sovietici au fost arestați și s-au făcut eforturi pentru distrugerea urmelor de cultură evreiască din zonă. Până și colecțiile iudaice ale bibliotecilor locale au fost distruse prin ardere. În anii care au urmat, ideea unei regiuni autonome evreiești a fost dată uitării
Anumiți cercetători, precum Louis Rapoport, Jonathan Brent sau Vladimir Naumov, afirmă chiar că Stalin ar fi conceput un plan pentru strămutarea tuturor evreilor în Birobidjan, după modelul deportărilor tătarilor din Crimeea, germanilor de pe Volga sau a cecenilor. Așa-numitul Complot al doctorilor nu ar fi fost decât evenimentul premergător al acestui plan de deportare. Dacă a fost așa, planul a fost întrerupt de moartea lui Stalin din 5 martie 1953
După „glasnost” majoritatea evreilor din Birobidjan s-au împrăștiat, alegând de predilecție Israelul. În 1991, Regiunea Autonomă Evreiască a fost trecută de sub jurisdicția Krainei Habarovsk sub jurisdicția federației, dar evreii rămași nu mai reprezentau decât ceva mai mult de 1% din populația locală. Totuși, din nou a început să se învețe în școlile evreiești, ziarul Birobidzhaner Shtern a reînceput să publice o ediție în idiș, iar mai multe posturi de radio emit în limba idiș.

### Antisioniștii evrei
Antisionismul evreiesc s-a situat la cei doi antipozi ai spectrului politic:
- Antisionismul evreiesc religios;
- Antisionismul evreiesc de stânga.

#### Antisionismul evreiesc religios
Din primul moment, evreimea habotnică, care așteaptă de două milenii, zi-de-zi, ca Marele Templu din Ierusalim să se pogoare din cer, împreună cu Mesia și cu o serie de alte minuni benefice, blamează sionismul ca o blasfemie, ca o încercare laică de a-L pune pe Atotputernic în fața unor fapte împlinite, situație incompatibilă cu iertarea și eliberarea supremă. Rabinul Yisroel Weiss afiliat grupării Jews United Against Zionism a declarat într-un interviu (transmis de Fox News):
„...(Referitor la) transformarea Iudaismului din spiritualitate, dintr-o religie, în materialism, cu scopul naționalist de a deține o bucățică de pământ, toate autoritățile rabinice consideră că aceasta este în antiteză cu tot ceea ce reprezintă iudaismul - și este în mod explicit interzis de Tora, deoarece noi (evreii) suntem în exil din poruncă dumnezeiască.”
Dintre teologii iudaici reprezentativi în combaterea sionismului se pot menționa rabinul Samson Raphael Hirsch, rabinul Joel Teitelbaum, conducătorul școlii hasidice de Satu Mare, rabinul Michael Dov Weissmandl ș.a. Rabinii ortodocși din mișcarea iudaică Neturei Karta (care numără 2-300 de membri) au pus anatema pe sioniști, colaborând demonstrativ și în mod provocator cu factorii cei mai anti-israelieni: Rabinul Hirsch a fost numit „ministru al problemelor evreiești” în „guvernul" lui Yasser Arafat, o delegație a plecat la Teheran să-l felicite pe Mahmud Ahmadinejad pentru discursul său la ONU etc.
Dintre evreii religioși s-a separat o numeroasă fracțiune de religioși-sioniști, conduși - printre alții - de Ițhac Hacohen Kuk (1856-1935) primul Șef-rabin al Israelului, și care consideră crearea Israelului ca un semn divin al începutului Ispășirii și Iertării, după care va veni și Mesia.

#### Antisionismul evreiesc de stânga
La cealaltă extremă se află antisionismul de stânga, care respinge mișcările naționale burgheze ca un impediment față de internaționalismul proletar. Cercurile marxiste, troțkiste, anarhiste, antiglobalizante, etc. și-au însușit o linie ideologică sinusoidă de sprijinire selectivă a unora din mișcările de eliberare națională din diversele continente, sionismul aparținând celor blamate sub diverse pretexte 
Lista evreilor care aparțin de aceste curente/cercuri/partide este lungă și cuprinde nume celebre, pornind de la antisionismul BundistE și până la grupări israeliene „post-sioniste”, ca „Mațpen” și din 1988,unii din așa numiții „Noii istorici” {mai puțin Benny Morris , și Tom Segev, dar mai ales Avi Shlaim, Hillel Cohen, Simha Flapan, Ilan Pappe ș.a.). Poziția actuală față de vechiul conflict arabo-israelian a istoricilor apropiați în trecut sau în prezent de cea comunistă sau anarhistă, este lipsită de echivoc: pro-palestiniană și anti-israeliană (antisionistă).
Plenul Adunării Generale a ONU a adoptat, la 10 noiembrie 1975, rezoluția nr. 3379, prin care sionismul a fost declarat ideologie rasistă. Această rezoluție s-a bazat pe voturile statelor arabe, ale blocului statelor comuniste și ale „țărilor nealiniate”. Rezoluția - adoptată cu 72 voturi pentru și 35 împotrivă (32 abțineri) - a fost revocată la 16 decembrie 1991 prin rezoluția ONU nr. 46/86.

## Note

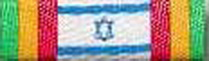
Insemnul Legiunii evreieşti în Primul război mondial

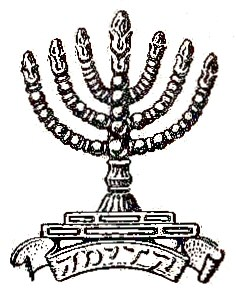
Legiunea Evreiască - Insigna de chipiu: menora şi cuvântul